# Freoexocentrus mirei
Freoexocentrus mirei là một loài bọ cánh cứng trong họ Cerambycidae.